# Cap Palliser
Pour les articles homonymes, voir Palliser.
Le cap Palliser, en anglais : Cape Palliser est un promontoire rocheux situé sur la côte sud de l'île du Nord en Nouvelle-Zélande et le point le plus au sud de cette île — il se trouve bien plus au sud que Nelson ou encore Blenheim pourtant situées sur l'île du Sud.
Le cap est situé à l'est de la baie éponyme, la baie de Palliser, et à 50 kilomètres au sud-est de Wellington à vol d'oiseau, 100 kilomètres par la route.
Un petit village, Ngāwī, est situé près du cap Palliser. Ses principaux revenus viennent de la pêche.
Un phare, le Cape Palliser Lighthouse a été construit sur le promontoire ; automatisé, il produit un faisceau lumineux toutes les 20 secondes. Le cap est également un refuge pour les otaries et les phoques.
Le cap Palliser fut nommé par James Cook en l'honneur de son « cher ami » et ancien officier supérieur, l'amiral de la Royal Navy Sir Hugh Palliser.

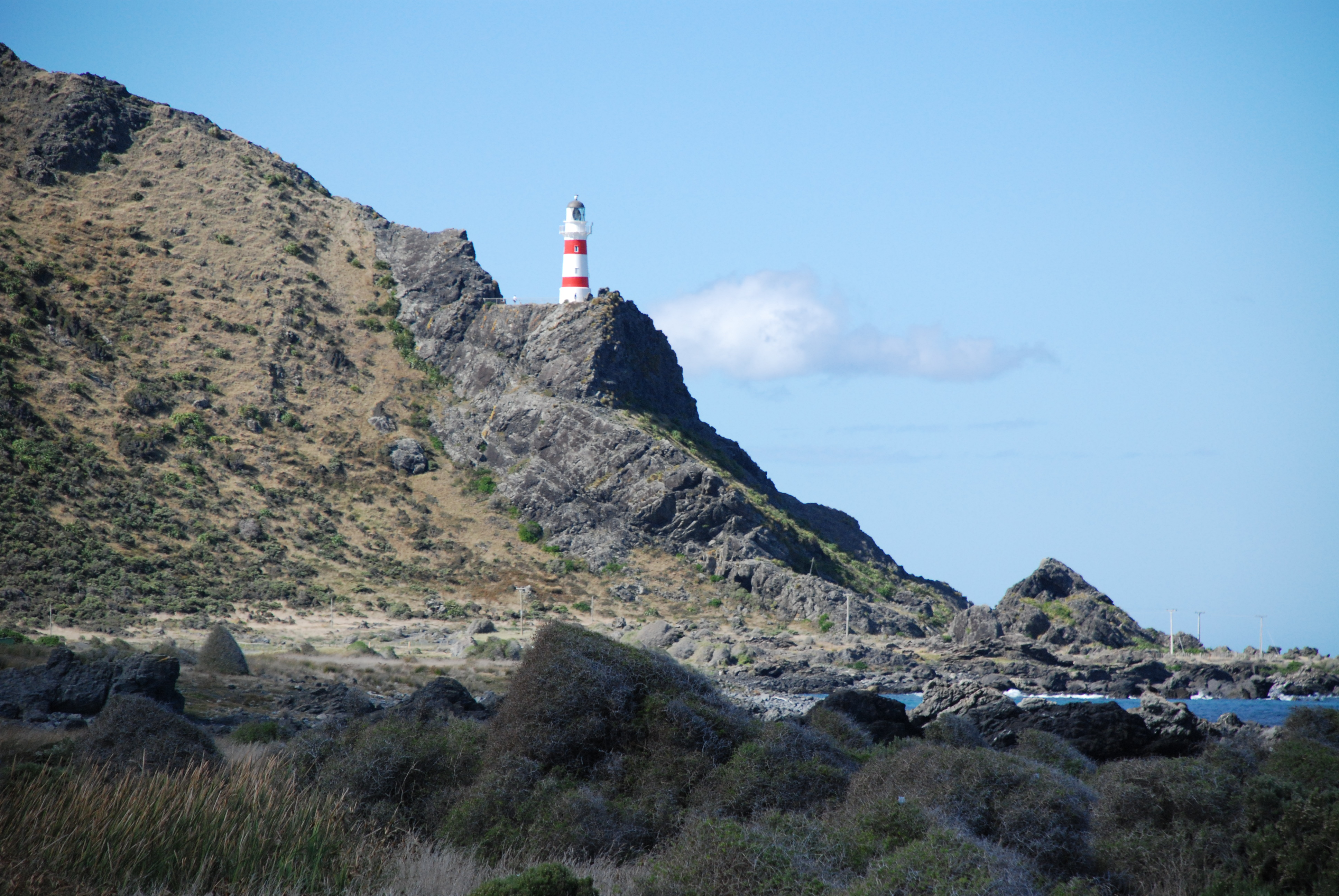
Cape Palliser et son phare